# Exposição Agropecuária de Marabá
A Exposição Agropecuária de Marabá ou Expoama é uma feira de exposições realizada anualmente nos meses de junho e julho, na cidade de Marabá, estado de Pará. A Feira tem contornos e plataformas diversas, entre elas as de evento e exposição de negócios, festival de música e entretenimento, e a tradicional Festa do Peão de Boiadeiro.
O evento é promovido pelo Sindicato do Produtores Rurais e pelo Sindicato da Indústria, Comércio e Turismo e visa o setor produtivo regional. A Exposição acontece no Parque de Exposições de Marabá e tem início sempre na primeira semana de julho. É um dos eventos mais prestigiados da cidade com atrações artísticas diversas nos festivais musicais, como cantores de música sertaneja, bandas de axé, reggae, rap, forró e de pop rock. É um evento principalmente de negócios e de divulgação do trabalho de empresas dos mais diversos segmentos da região sudeste do Pará.

## História
Em 15 de julho de 1951, vários extratores de Castanha-do-pará, criaram uma Associação da Classe dos Castanheiros, que posteriormente passou a ser o Sindicato dos Castanheiros do Pará ,com sede em Marabá, que foi reconhecido oficialmente com a expedição da carta Sindical em 8 de outubro de 1965, tendo como seu primeiro presidente Plínio Pinheiro. Em 1987, foi feita uma alteração estatutária e a entidade passou a se chamar Sindicato Rural de Marabá. Posteriormente no ano de 1996 foi adotado o nome de Sindicato dos Produtores Rurais de Marabá (PRORURAL), sendo que somente em 1998, foi reconhecido oficialmente o nome que permanece até hoje.
O primeiro Parque de Exposições Agropecuárias de Marabá, foi construído no Km 02 da Rodovia Transamazônica, no núcleo urbano da Nova Marabá, onde foram realizadas exposições e feiras agropecuárias, no período de julho de 1976 até julho de 1984. Durante um longo período não foi realizado exposições e feiras, até que em 1998, foi conseguida uma área no Distrito Industrial de Marabá, sendo construído ali o atual Parque de Exposições Agropecuárias de Marabá, no Km 10 da Rodovia BR-155. A inauguração aconteceu no dia 26 de junho de 1999 com a I Grande Cavalgada e a XII Exposição Agropecuária. Desde então a exposição ganhou grande notoriedade no cenário nacional, tanto pelo porte do evento, quanto pela qualidade dos produtos expostos.

## Exposição
Semanas antes de sua abertura, as maiores fazendas e estabelecimentos comerciais organizam equipes para uma cavalgada que se inicia logo ao raiar do dia e acaba sendo uma abertura simbólica dessa grande festa. A cada ano novos investidores apresentam seus produtos e serviços durante a exposição. A Expoama já ganhou notoriedade em todo o Brasil ao mostrar as excepcionais condições que a maior cidade do sul e sudeste do Pará oferece para implantação de novos negócios. Assim como a possibilidade de investimentos no agronegócio, o foco principal.
A estrutura mantém um dos melhores tatersais para leilões e exposições do país e oferece também áreas especificamente reservadas para expositores. Traz como atrações, exposições de maquinários, stands, animais, tecnologia de produção e rodeios profissionais, festivais musicais e artísticos, parque de diversões, gastronomia, cavalgada, leilões de gado, concursos leiteiros, e mostras culturais.
.